# Apachería
Apacheria va ser el terme utilitzat per designar la zona habitada pels apatxes. Els primers registres escrits tenen com una regió que s'estén des del nord del riu Arkansas en el que ara són els estats del nord de Mèxic i de Texas central cap Arizona central.
A principis del segle xviii, els comanxes s'expandiren de a l'actual Wyoming a les terres que es van conèixer com a Comanchería desplaçant a altres tribus. Els més notables van ser els apatxes de les planes a la part oriental d'Apachería, a l'est de Colorado i Kansas al sud del riu Arkansas, Nou Mèxic oriental i el Llano Estacado i Grans Planes, a l'oest d'Oklahoma i Texas a l'est del riu Pecos i al nord de l'altiplà d'Edwards. Com a resultat els apatxes es van veure obligats a desplaçar-se cap al sud i cap a l'oest.